# Ascuta tongariro
Ascuta tongariro là một loài nhện trong họ Orsolobidae.
Loài này thuộc chi Ascuta. Ascuta tongariro được Raymond Robert Forster & Norman I. Platnick miêu tả năm 1985.